# Foro Consultivo de Municipios, Estados Federados, Provincias y Departamentos del MERCOSUR
Foro Consultivo de Municipios, Estados Federados, Provincias y Departamentos del MERCOSUR es un órgano institucional del Mercado Común del Sur (Mercosur), que reúne a los estados subnacionales de los Estados parte, y tiene funciones consultivas. 
Fue creado en el año 2004 por decisión 41/04 el Consejo de Mercado Común, y comenzó a funcionar el junio de 2007. 
Conforme a su instrumento constitutivo su finalidad es estimular el diálogo y la cooperación entre autoridades de nivel municipal, estadual, provincial y departamental de los Estados Parte del Mercosur. 
Se divide en dos Comités, el Comité de Municipios, y el Comité de Estados Federados, Provincias y Departamentos. 
Las potestades del Foro son: 
- Proponer medidas destinadas a la coordinación de políticas para promover el bienestar y mejorar la calidad de vida de los habitantes.
- Formular recomendaciones por intermedio del Grupo de Mercado Común.